# Irene di Spilimbergo
Irene di Spilimbergo (Spilimbergo, 17 de octubre de 1538-Venecia, 15 de diciembre de 1559) fue una pintora y poeta italiana del Renacimiento.

## Biografía
Nació en Spilimbergo (en la provincia de Pordenone), un pequeño pueblo a unos treinta kilómetros al noroeste de Údine. Irene era la segunda hija del Conde Adriano di Spilimbergo y de la aristócrata veneciana Giulia Da Ponte, perteneciente a una familia que había dado un dux: Nicolò Da Ponte. Dos años después de su muerte Dionigi Atanagi publicó la Vita di Irene da Spilimbergo, un melancólico relato de la breve existencia de una chica de origen noble, culta y refinada, muerta a los diecinueve años de una enfermedad imprevista y misteriosa, donde reúne la información llegada hasta hoy. El libro contenía también una antología poética, ofrecida ad memoriam con 279 poesías escritas en italiano y 102 en latín. Algunos autores eran anónimos, otros en cambio eran personalidades notables, como Luigi Tansillo, Ángel De Costanzo, Benedetto Varchi, Lodovico Dolce, Gian Francesco Alois, Bernardo Tasso, Torquato Tasso y Tiziano Vecellio.
El conde Gaetano de Spilimbergo, que conocía el latín, el hebreo y el griego, se ocupó de la educación intelectual de sus hijas Irene y Emilia. Irene destacó pronto, asimilando de forma rápida las enseñanzas. En Spilimbergo aprendió los primeros rudimentos del dibujo de una mujer llamada Campaspe, de la cual no conocemos el nombre. Vivía en el castillo, desde el cual se divisaba una magnífica vista al río Tagliamento y a los Alpes cárnicos. La reina de Polonia Bona Sforza, de viaje por el Friuli, fue huésped del conde de Spilimbergo y donó dos cadenas de oro a la jovencísima Irene.

### En Venecia
Muerto el padre cuando Irene tenía diez años, la madre se volvió a casar e Irene fue a vivir con su tío materno Giovan Paolo Da Ponte, en Venecia. Como era costumbre en las familias de la nobleza veneciana, le fueron impartidas clases de música, literatura, danza y costura.
Familiares de Giovan Paolo Da Ponte eran Pietro Bembo, Tiziano y Francesco Sansovino, que desde 1527 vivía en Venecia. Atraída por las conversaciones de los intelectuales que frecuentaban el palacio, Da Ponte aprendía de todos ellos, pero sobre todo le interesaba el arte de Tiziano. Irene de Spilimbergo fue admitida en el taller del maestro, que le aconsejó que tomara como referencia a Giovanni Bellini, por la dulzura de los rostros de sus Madonnas. La joven alumna pintó tres cuadros, citados por el conde Fabio de Maniago: Noé entra en el arca, Diluvio Universal y Huida en Egipto, todos inspirados en el estilo de Sofonisba Anguissola y de los cuales hoy no se conoce la ubicación.
Irene de Spilimbergo también escribía poesías y canciones en prosa, pero todo su repertorio literario se ha perdido. Atacada por una fiebre violenta, con dolores intensos de cabeza, después de veinte días de agonía murió a la edad de diecinueve años. De ella queda un retrato, obra de un seguidor de Tiziano.

### Un libreto de ópera
En 1907 Pietro Mascagni expresó el deseo de musicar un libreto de ópera sobre la vida de Irene de Spilimbergo. La escritora vienesa Tosa Will, conocida con el seudónimo de Wilda, escribió en alemán este libreto, compuesto de un prólogo y dos actos. Mascagni lo hizo traducir, pero luego el texto se perdió.